# Tailly, Ardennes
Tailly är en kommun i departementet Ardennes i regionen Grand Est (tidigare regionen Champagne-Ardenne) i nordöstra Frankrike. Kommunen ligger  i kantonen Buzancy som ligger i arrondissementet Vouziers. År 2022 hade Tailly 179 invånare.

## Befolkningsutveckling
Antalet invånare i kommunen Tailly
Referens: INSEE